# Carlos Alberto Dias
Carlos Alberto Costa Dias (Brasilia, 5 maggio 1967) è un ex calciatore brasiliano, di ruolo attaccante.